# Gare de l'aéroport de Berlin
Cet article concerne la gare desservant le nouvel aéroport de Berlin-Brandebourg. Pour la gare desservant l'ancien aéroport de Berlin-Schönefeld, voir Gare de Schönefeld bei Berlin.
La gare de l'aéroport de Berlin (en allemand : Bahnhof Flughafen BER) est une gare ferroviaire allemande desservant l'aéroport Willy-Brandt de Berlin-Brandebourg (BER). Elle est située sur le territoire de la commune de Schönefeld (arrondissement de Dahme-Forêt-de-Spree) dans le Brandebourg, au sud-est de Berlin. 
La gare aéroportuaire a été achevé le 30 octobre 2012 ; néanmoins, en raison des retards de construction de l'aéroport, elle n'est mise en service qu'en octobre 2020.

## Situation ferroviaire

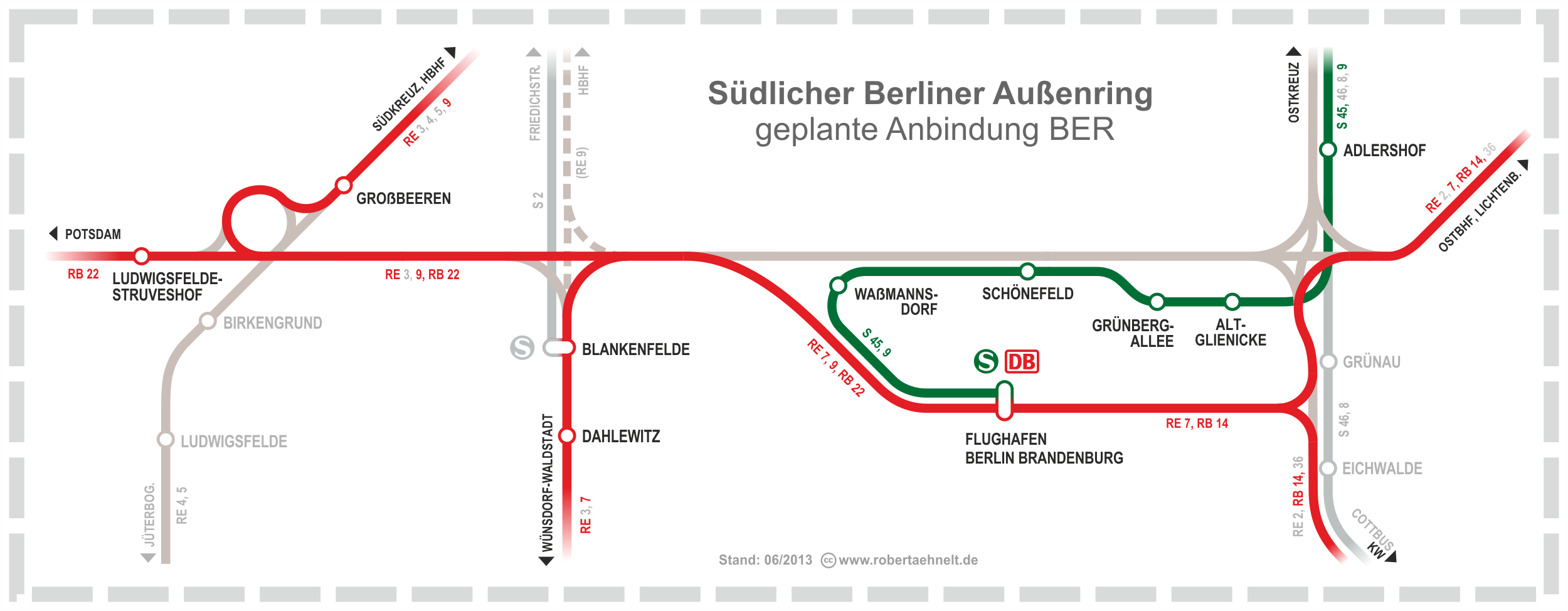
Situation de la gare sur les lignes au sud de Berlin.

C'est une gare de la Deutsche Bahn (DB) desservie par des trains InterCity, RegionalExpress, Regionalbahn et de la S-Bahn de Berlin. 
Établie en tranchée couverte au centre du terminal 1 et à proximité du terminal 2, la gare est située sur la Ligne de Glasower-Damm-Est à Bohnsdorf-Sud (de) et la Ligne de la croix de Grünau à l'aéroport de Berlin (de), en parallèle à la ligne de la grande ceinture de Berlin, dans la banlieue sud de la capitale allemande.

## Histoire
La construction de la gare commence en février 2007 et le tunnel qui lui donne accès est achevé le 25 juin 2009. Elle est prête à entrer en service pour le 30 octobre 2011, date prévue de l'ouverture du nouvel aéroport mais celle-ci est reportée à plusieurs reprises. Elle est finalement ouverte au trafic le 26 octobre 2020, cinq jours avant l'aéroport. 
La gare est mise en service sous le nom Bahnhof Flughafen BER–Terminal 1-2. Après la fermeture du terminal 5 (sur l'emplacement de l'ancien aéroport de Berlin-Schönefeld), elle a été renommée en Bahnhof Flughafen BER le 10 décembre 2023.

## Service des voyageurs

### Accueil

Installations
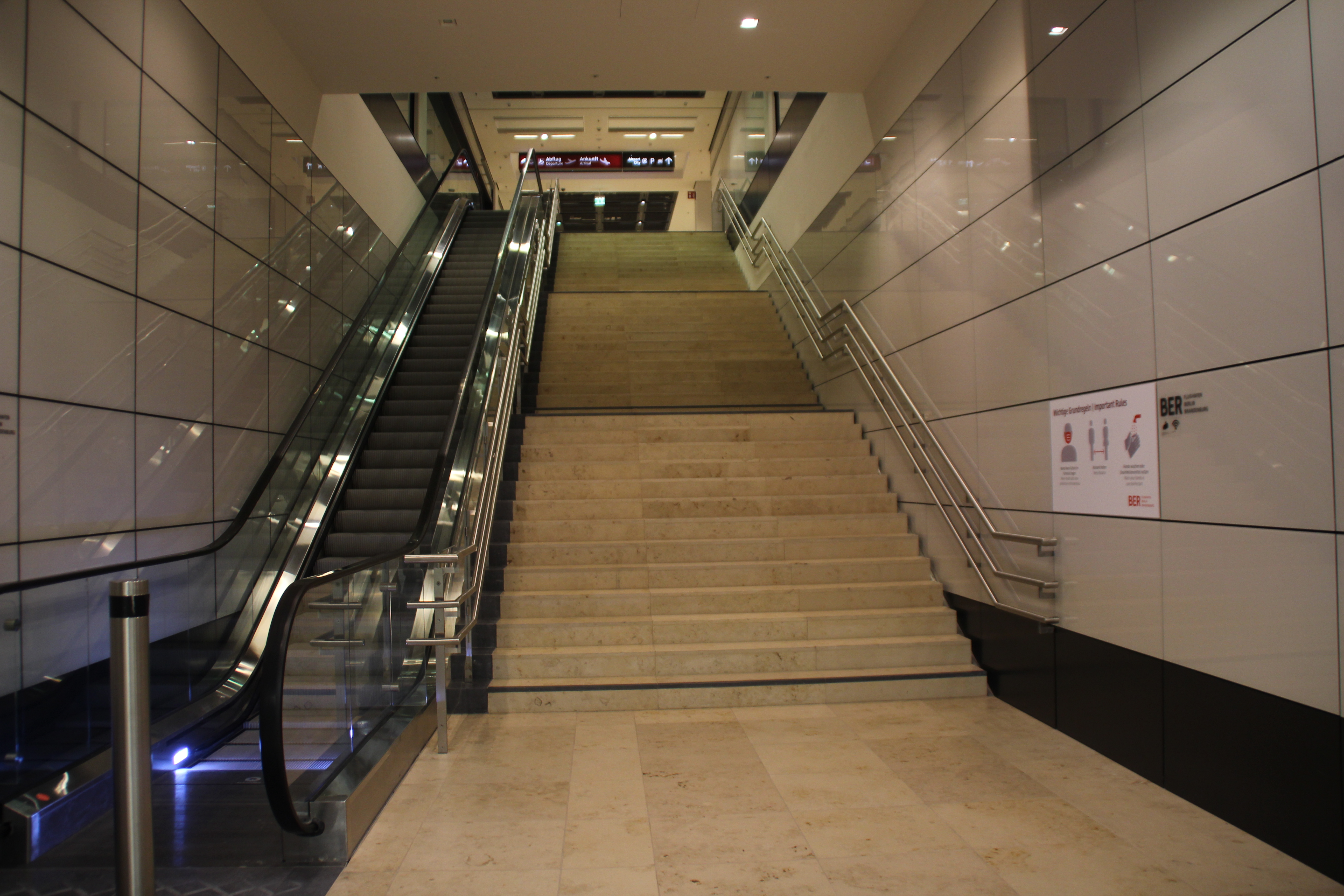
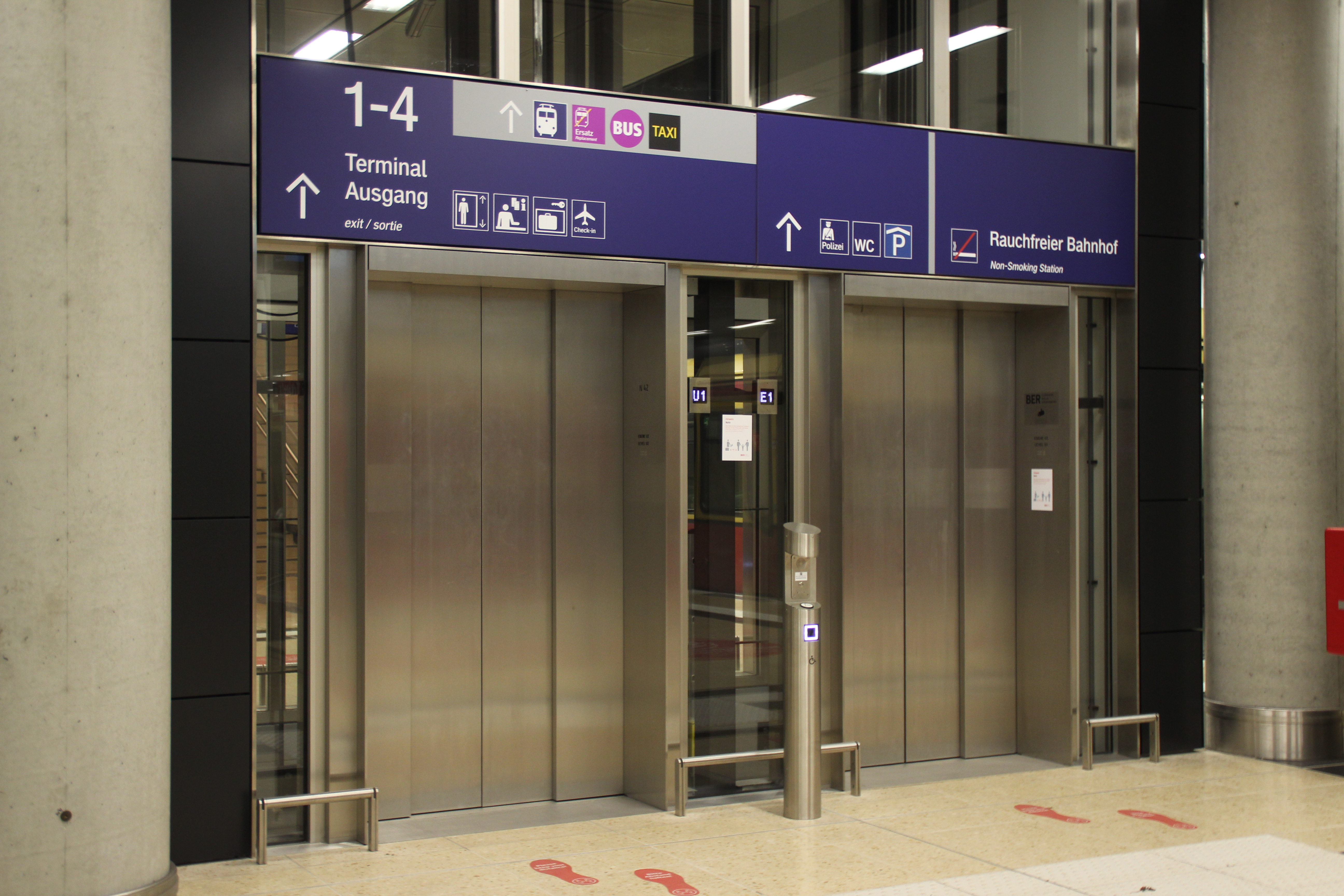

### Desserte
La gare se trouve sur les lignes 9 et 45 (via le Ringbahn) du S-Bahn de Berlin. 
Elle est également desservie par les lignes suivantes : 
- IC 17 / RE 17, (Chemnitz –) Gare centrale de Dresde – Elsterwerda – Aéroport de Berlin – Gare centrale de Berlin – Neustrelitz – Gare centrale de Rostock – Warnemünde ;
- FEX / RB 24, Gare centrale de Berlin – Berlin Gesundbrunnen – Berlin Ostkreuz - Aéroport de Berlin - Blankenfelde - Rangsdorf - Zossen - Wünsdorf-Waldstadt ;
- FEX / RB 32, Gare centrale de Berlin – Berlin Gesundbrunnen – Berlin Ostkreuz - Aéroport de Berlin - Birkengrund - Ludwigsfelde ;
- RE 8, Wismar – Schwerin – Ludwigslust – Wittenberg – Nauen – Falkensee – Berlin-Spandau – (Berlin-Charlottenbourg –) Berlin Zoologischer Garten – Gare centrale de Berlin – Berlin Friedrichstraße – Berlin Alexanderplatz – Berlin gare de l'Est – Berlin Ostkreuz – Aéroport de Berlin ;
- RB 22, Gare centrale de Potsdam – Golm – Potsdam Pirschheide – Ludwigsfelde Struveshof – Aéroport de Berlin – Königs Wusterhausen ;
- RB 23, (Golm – Potsdam Park Sanssouci – Potsdam Charlottenhof – Gare centrale de Potsdam – Potsdam Griebnitzsee – Berlin-Wannsee –) Berlin-Charlottenbourg – Berlin Zoologischer Garten – Gare centrale de Berlin – Berlin Friedrichstraße – Berlin Alexanderplatz – Berlin gare de l'Est – Berlin Ostkreuz – Aéroport de Berlin.

À l'avenir, la ligne de Berlin à Dresde renouvelée assurera un service fréquent entre la gare centrale de Berlin et l'aéroport via Berlin Potsdamer Platz et Berlin Südkreuz.

Installations et desserte
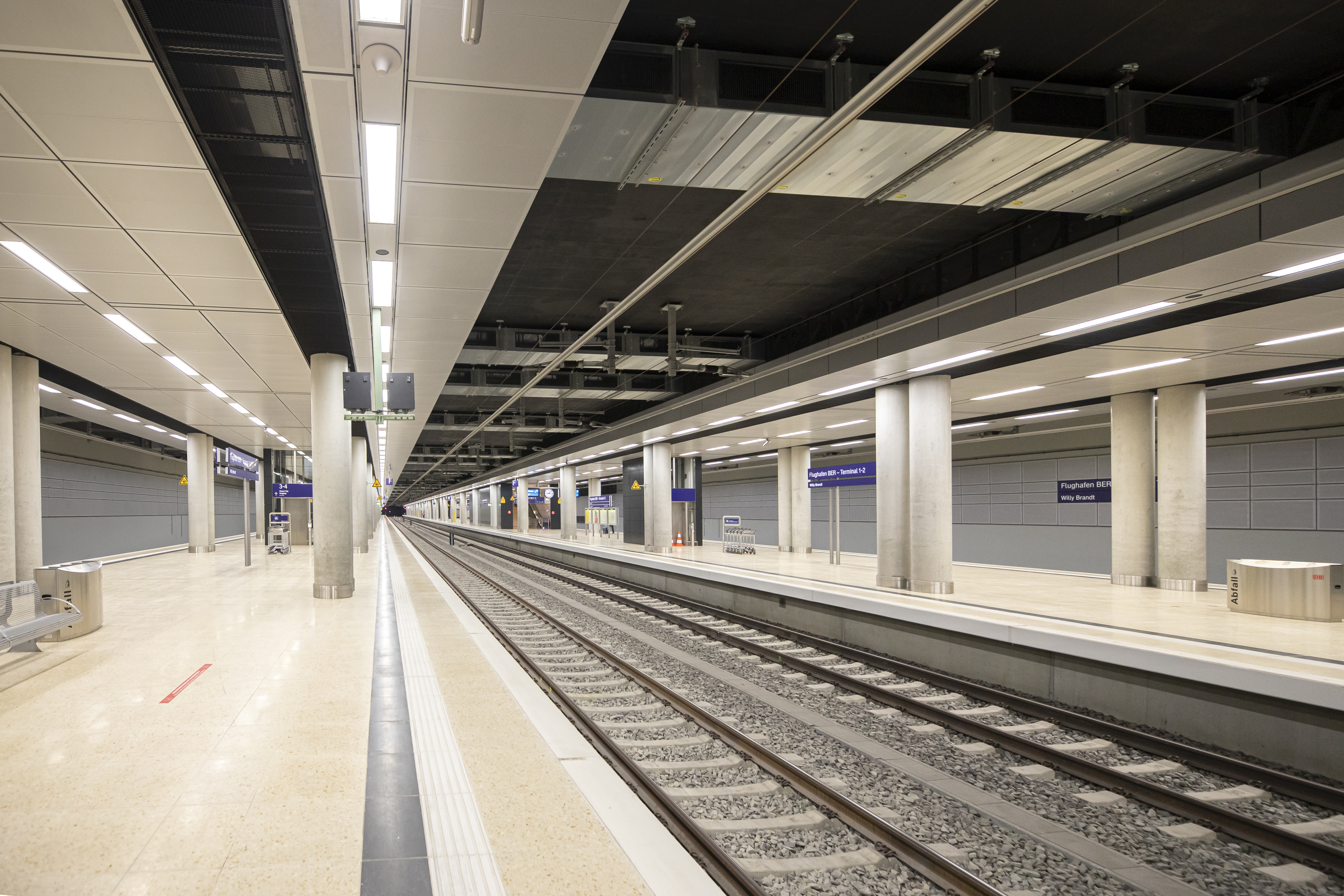
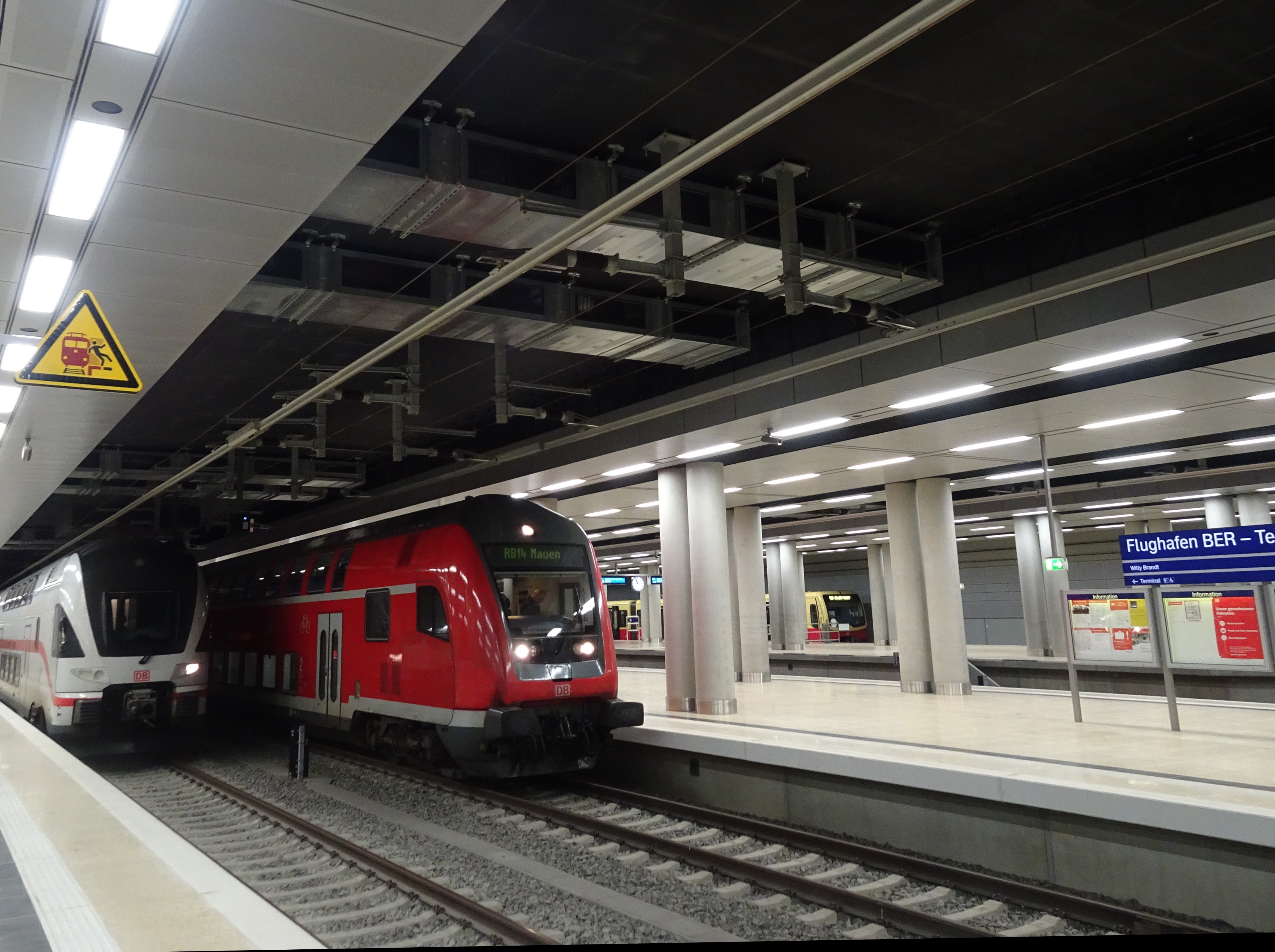
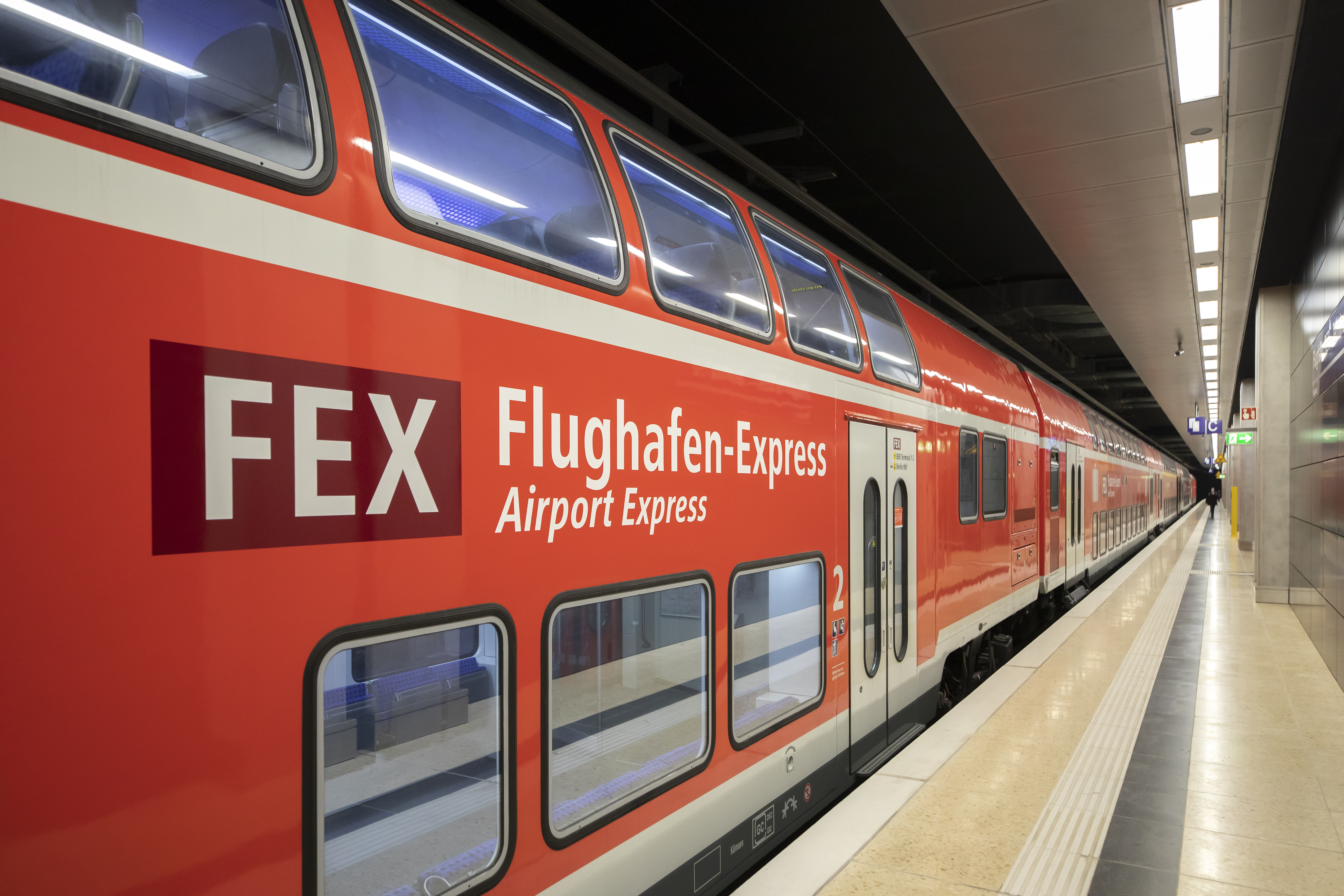